# Bonairische Fußballnationalmannschaft
Die bonairische Fußballnationalmannschaft ist die Fußballnationalmannschaft des niederländischen Überseegebiets Bonaire in der Karibik. Sie ist vollwertiges Mitglied des nord- und mittelamerikanischen Fußballverbandes CONCACAF sowie der Caribbean Football Union. Sie gehört jedoch nicht dem Fußballweltverband FIFA an und ist damit nicht berechtigt, an Qualifikationsspielen für Fußball-Weltmeisterschaften teilzunehmen.

## Geschichte
Die Insel Bonaire ist seit der Auflösung des niederländischen Überseegebietes Niederländische Antillen am 10. Oktober 2010 eine der drei besonderen Gemeinden der Niederlande in der Karibik. Bis zu diesem Zeitpunkt konnten Fußballspieler aus Bonaire für die Fußballnationalmannschaft der Niederländischen Antillen oder die der Niederlande auflaufen. Gelegentlich trat Bonaire in Freundschaftsspielen auch mit einer eigenen Mannschaft an. So bestand nach Verbandsangaben seit 1960 eine Fußballauswahl und in den 1960er- bis 1980er-Jahren wurden regelmäßig Spiele gegen die anderen ABC-Inseln Curaçao und Aruba ausgetragen.
Seit der politischen Neugliederung wird die Entwicklung einer nationalen Fußballauswahl vom bonairischen Fußballverband forciert und Bonaire spielte seitdem erstmals gegen weitere karibische Mannschaften und trat bei Turnieren an. Bereits am 28. Februar 2010, also noch vor der Auflösung der Niederländischen Antillen, bestritt die Mannschaft von Bonaire ein Länderspiel gegen die Auswahl von der Nachbarinsel Curaçao, das 0:4 verloren wurde. Die erste Partie nach der politischen Neugliederung fand am 29. Oktober 2010 im Rahmen des ersten ABCS-Turniers, dem Turnier der niederländischsprachigen Mannschaften Südamerikas, statt. Sie endete 4:2 für das gegnerische Team aus Suriname. Bonaire beendete das Turnier als Letzte der vier teilnehmenden Mannschaften. Beim ABCS-Turnier im Jahr 2011 war Bonaire deutlich erfolgreicher und gewann das Turnier durch ein 4:3 nach Elfmeterschießen gegen Aruba im Finale. Auch an den folgenden drei Auflagen bis 2015 nahm Bonaire teil und erreichte zweimal den vierten und letzten und einmal den dritten Platz.
Am 19. April 2013 wurde der Fußballverband von Bonaire als assoziiertes Mitglied in den nord- und zentralamerikanischen Fußballverband CONCACAF aufgenommen. Seit dem 10. Juni 2014 ist der Verband vollwertiges Mitglied und kann damit an Qualifikationsspielen für die Kontinentalmeisterschaft CONCACAF Gold Cup teilnehmen.
Bei der Qualifikation für die Karibikmeisterschaft 2014, über die wiederum die Qualifikation für den Gold Cup ausgespielt wurde, scheiterte Bonaire in der ersten Runde an Barbados und Martinique. Zuvor hatte man sich in einer Vorqualifikation gegen Montserrat und die Amerikanischen Jungferninseln durchgesetzt.
Bonaire nahm nicht an der Qualifikation für die letztmals ausgetragene Karibik-Meisterschaft 2017 teil und hatte von Anfang 2015 bis September 2018 keine offiziellen Länderspiele. Erst bei der Qualifikation für die erste Auflage der CONCACAF Nations League und der anschließenden Endrunde  2019 trat die Nationalmannschaft wieder an. Bonaire qualifizierte sich für die unterste Liga C und verblieb dort, nachdem man in Gruppe C2 den zweiten Platz hinter den Bahamas und vor den Britischen Jungferninseln belegte.

## Turnierstatistiken

### Weltmeisterschaft
- 1930 bis 2022 – nicht teilgenommen (kein FIFA-Mitglied)

### CONCACAF Gold Cup
- 1991 bis 2013 – Kein CONCACAF-Mitglied
- 2015 – nicht qualifiziert
- 2017 – nicht teilgenommen
- 2019 bis 2025 – nicht qualifiziert

### CONCACAF Nations League
- 2019–21 – Verbleib in Liga C (Zweiter Platz in Gruppe C2 hinter den Bahamas und vor den Britischen Jungferninseln)
- 2022/23 – Verbleib in Liga C (Zweiter Platz in Gruppe C1 hinter Sint Maarten)
- 2023/24 – Aufstieg in Liga B (Zweiter Platz in Gruppe C1 hinter Saint-Martin)
- 2024/25 – Verbleib in Liga B (Dritter Platz in Gruppe B1 hinter El Salvador und St. Vincent und die Grenadinen)

### Karibikmeisterschaft
- 1989 bis 2012 – nicht teilgenommen
- 2014 – nicht qualifiziert
- 2017 – nicht teilgenommen (letzte Ausgabe)

### ABCS-Turnier
| Jahr | Gastgeberland | Ergebnis |
| ---- | ------------- | -------- |
| 2010 | Curaçao       | 4. Platz |
| 2011 | Suriname      | 1. Platz |
| 2012 | Aruba         | 4. Platz |
| 2013 | Curaçao       | 3. Platz |
| 2015 | Suriname      | 4. Platz |
| 2021 | Curaçao       | 2. Platz |

## Stadion
Das Kralendijk-Stadion ist das Heimstadion der Fußballnationalmannschaft von Bonaire. Es bietet Platz für 3000 Zuschauer. Bis 2022 hatte Bonaire jedoch noch kein einziges Heimspiel.

## Trainer
- Arturo Charles (2010–2012)
- Rudsel Sint Jago (2013)
- Ferdinand Bernabela (2014–2015)
- Emmanuel Cristorí (2017–2018)
- Robert Winklaar (2018)
- Alexandro Raphaela (2019)
- Brian van den Bergh (2019)
- Mauricio Tobon (2021–2023)
- Rilove Janga (2023–)

## Belege
1. ↑  Nationalmannschaft Bonaires auf der offiziellen Verbandsseite (englisch). Letzter Abruf: 14. Mai 2020.
2. ↑  Länderspiele Bonaires bei World Football Elo Ratings (englisch). Letzter Abruf: 14. Mai 2020.
3. ↑  Congress takes key step in transparency (englisch) auf concacaf.com. 19. April 2013. Letzter Abruf: 14. Mai 2020.
4. ↑  CONCACAF Focuses on Reform during its 29th Ordinary Congress and 20th Extraordinary Congress (Memento vom 12. Juni 2014 im Internet Archive) auf concacaf.com (in englischer Sprache)